# Китира (дим)
Ки́тира (греч. Δήμος Κυθήρων) — община (дим) в Греции. Включает острова Андикитира и Китира. Входит в периферийную единицу Острова в периферии Аттике. По программе «Калликратис» с 2011 года сообщество Андикитира входит в общину Китиру.  Население общины — 4041 житель по переписи 2011 года. Площадь общины — 300,023 квадратного километра. Плотность — 13,47 человека на квадратный километр. Административный центр — Китира. Димархом общины на местных выборах 2014 года выбран Эфстратиос Хархалакис (Ευστράτιος Χαρχαλάκης).
Епархия Китира была создана в 1866 году, после того как Ионические острова вошли в состав Греции. Включала остров Андикитира. Относилась к ному Лакония. В 1868 году был создан ном Арголида и Китира. В 1929 году епархия Китира вошла в ном Аттика. По плану «Каподистрия» в 1997 году были созданы община (дим) Китира и сообщество Андикитира.

## Административное деление
Община (дим) Китира делится на 2 общинные единицы:
| Общинная единица | Сообщество    | Население (2011), человек | Площадь, км² |
| ---------------- | ------------- | ------------------------- | ------------ |
| Андикитира       | Андикитира    | 68                        | 20,430       |
| Китира           | Ароньядика    | 98                        | 4,175        |
| Китира           | Каравас       | 222                       | 37,438       |
| Китира           | Карвунадес    | 324                       | 14,423       |
| Китира           | Китира        | 665                       | 29,902       |
| Китира           | Кондольяника  | 188                       | 5,602        |
| Китира           | Ливадион      | 464                       | 17,575       |
| Китира           | Логотетьяника | 208                       | 16,028       |
| Китира           | Милопотамос   | 102                       | 42,997       |
| Китира           | Миртидион     | 132                       | 26,931       |
| Китира           | Митата        | 192                       | 17,277       |
| Китира           | Потамос       | 961                       | 20,316       |
| Китира           | Фрация        | 167                       | 17,747       |
| Китира           | Фрилингианика | 250                       | 29,182       |